# 黃梁室
黃梁室，山西襄垣县人，清朝政治人物、同進士出身。
順治十八年（1661年）辛丑科进士，授山东沂水县知县。